# Киевская улица (Москва)
Ки́евская у́лица (с 1952 года до 13 января 1956 года — у́лица Ки́евского Вокза́ла, Бря́нский прое́зд, Новорезе́рвный прое́зд) — улица в Западном административном округе города Москвы на территории района Дорогомилово.

## История
Образована 13 января 1956 года из улицы Киевского Вокзала, Брянского проезда, Новорезервного проезда и нового проезда, получив название по имени начального звена — улице Киевского Вокзала, образованной в 1952 году и названной по прилеганию к Киевскому вокзалу. Брянский проезд был назван по прежнему названию Киевского вокзала — Брянский. Новорезервный проезд был назван так для отличия от ближнего Резервного проезда, названного так, в свою очередь, в начале XX века по зданию кондукторского резерва Московско-Киевской железной дороги и ликвидированного при реконструкции района, но проложенного заново в ходе позднейшей застройки.

## Расположение
Проходит от площади Киевского вокзала и 2-го Брянского переулка на юго-запад параллельно путям Киевского направления Московской железной дороги. К улице примыкают улица Можайский Вал с северо-востока и Резервный проезд с юго-запада. Проходит на юго-запад между Резервным проездом и параллельно путям, с севера к улице примыкает Можайский переулок, далее улица проходит до Третьего транспортного кольца, поворачивает на северо-запад и проходит параллельно кольцу. С северо-востока примыкает Студенческая улица, улица пересекает Кутузовский проспект, проходит до берега Москвы-реки, поворачивает на северо-восток и продолжается как набережная Тараса Шевченко. Между участком Киевской улицы от улицы Можайский Вал до Третьего транспортного кольца и путями Киевского направления параллельно им по поверхности проходит Филёвская линия метро. У пересечения с Кутузовским проспектом сооружена транспортная развязка проспекта и Третьего транспортного кольца, включающая пути Филёвской линии со станцией «Кутузовская» и пути Малого кольца Московской железной дороги со станцией МЦК «Кутузовская». Нумерация домов начинается от площади Киевского вокзала.

## Примечательные здания и сооружения
По нечётной стороне:

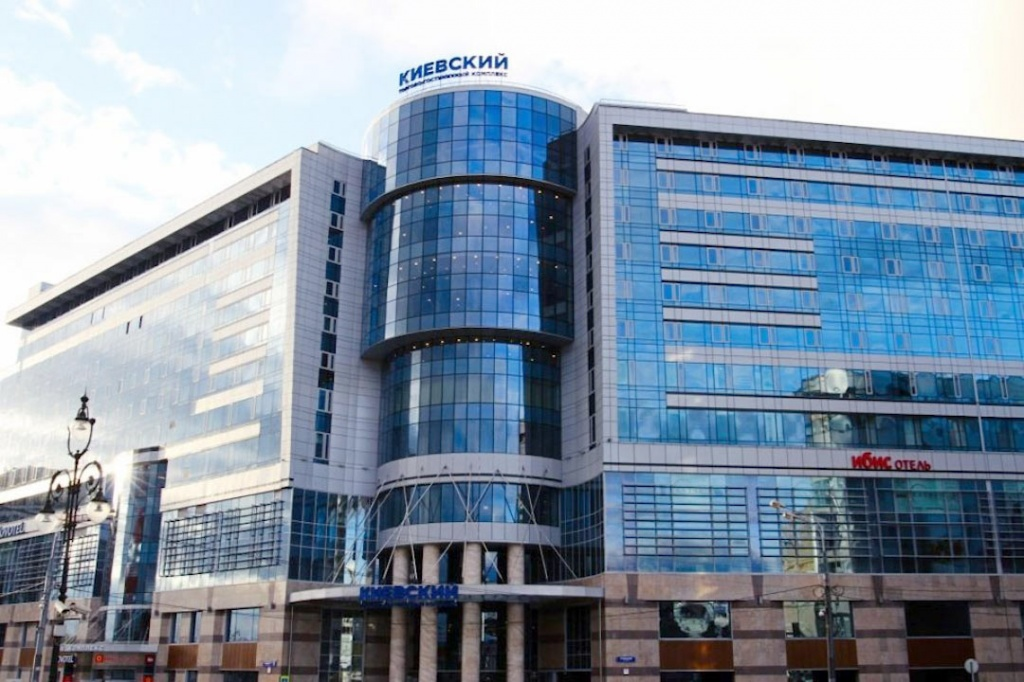
торгово-гостиничный комплекс «Киевский»

- № 7 — Торгово-деловой комплекс «Легион-3», так же известен как «Дом Госстраха», в здании расположен головной офис «Росгосстрах» (2003—2008, «Моспроект-4», архитекторы А. Боков, Д. Буш, Т. Кирдина, Е. Иванова)[5][6].
- № 25 — многоярусный паркинг.

По чётной стороне:
- № 2 — торгово-гостиничный комплекс «Киевский».
- № 8 — Спецавтоцентр.
- № 14 — автокомбинат № 1.
- № 28/44 — жилой дом. Здесь жил композитор М. С. Вайнберг[7]

## Транспорт

### Наземный транспорт
По улице не проходят маршруты наземного общественного транспорта. У северо-восточного конца улицы, на площади Киевского вокзала, расположены остановки «Киевский вокзал» автобусов м17, 297, т34, 91к, 119, 205, 266, 320, 394, 474, 477, 791; у северо-восточного, на Кутузовском проспекте, — остановка «Студгородок» автобусов м2, м7, н2, 297, 116, 157, 205, 454, 474, 622, 840.

### Метро
- Станции метро «Киевская» Арбатско-Покровской линии, «Киевская» Кольцевой линии, «Киевская» Филёвской линии (соединены переходами) — у начала улицы, на площади Киевского Вокзала.
- Станция метро «Кутузовская» Филёвской линии — у пересечения с Кутузовским проспектом.
- Станция метро «Студенческая» Филёвской линии — у примыкания Можайского переулка.

### Железнодорожный транспорт
- Киевский вокзал (пассажирский терминал станции Москва-Пассажирская-Киевская Киевского направления Московской железной дороги) — у начала улицы, на площади Киевского Вокзала.
- Станция Московского Центрального Кольца «Кутузовская».
- Платформа «Кутузовская» Калужско-Нижегородского диаметра.